# Inbreeding the Anthropophagi
Inbreeding the Anthropophagi ist das zweite Album der Death-Metal-Band Deeds of Flesh. 

## Hintergrund
Im Gegensatz zum Vorgänger-Album ist die Musik eigenständiger geworden. Von den Fans wurde das neue Material zumeist positiv aufgenommen. Für die Cover-Gestaltung konnte man Jon Zig verpflichten. Als Gastsänger fungierte Matty Way von Disgorge. 
Mit Brad Palmer kam ein neuer Schlagzeuger in die Band. Joey Heaslet hatte die Band verlassen, um sich auf seine berufliche Laufbahn zu konzentrieren. Das Album ist das letzte, welches die Band über Repulse Records veröffentlichte, danach wurde von Erik Lindmark und Jacoby Kingston das Label Unique Leader Records gegründet.

## Textinhalte
Die Texte handeln von einem historischen Fall von Kannibalismus, bei dem bis heute nicht geklärt werden konnte, ob dieser Fall der Realität entspricht. Ein ganzer Familienclan (Eltern, Kinder und Enkel) soll, im Mittelalter (15. Jahrhundert) in Schottland über 1000 Menschen gegessen haben. Alexander „Sawney“ Bean war das Familienoberhaupt. Er soll zusammen mit dem Rest seiner Familie hingerichtet worden sein.

## Titelliste
1. End of All – 01:21
2. Feeding Time – 04:24
3. Inbreeding the Anthropophagi – 04:46
4. Infecting Them With Falsehood – 04:54
5. Canvas of Flesh – 03:04
6. Ritual of Battle – 03:35
7. Fly Shrine – 04:12
8. Gradually Melted – 04:21